# Montà
Montà (auch Montà d'Alba) ist eine Gemeinde in der italienischen Provinz Cuneo (CN), Region Piemont.  

## Lage und Einwohner
Montà liegt 75 km nordöstlich von der Provinzhauptstadt Cuneo und grenzt an die Provinzen Asti und Turin. Das Gemeindegebiet umfasst eine Fläche von 26 km² und hat 4682 Einwohner (Stand 31. Dezember 2023). Zur Gemeinde zählen auch die Fraktionen (Frazioni) Badoni, Bastianetti, Benna, Boschi, Castellero, Gianoli, Ghioni, Novi, Rolandi, San Martino, San Rocco, San Vito, Sciondotto, Tucci, Vadrile, Valle Casette, Valle del Morto und Vittori.
Die Rocche del Roero, ist ein 32 km langer Bruch, der durch die sanfte Landschaft der Roero-Hügel von Bra bis Cisterna d'Asti verläuft. Ein ungewöhnliches geologisches Phänomen aufgrund der Erosion, die schon seit Urzeiten existiert, und heute noch anhält durchzieht auch die Gemeinde Montà.
Die Nachbargemeinden sind Canale, Cellarengo (AT), Cisterna d’Asti (AT), Ferrere (AT), Pralormo (TO), Santo Stefano Roero und Valfenera (AT).

## Geschichte

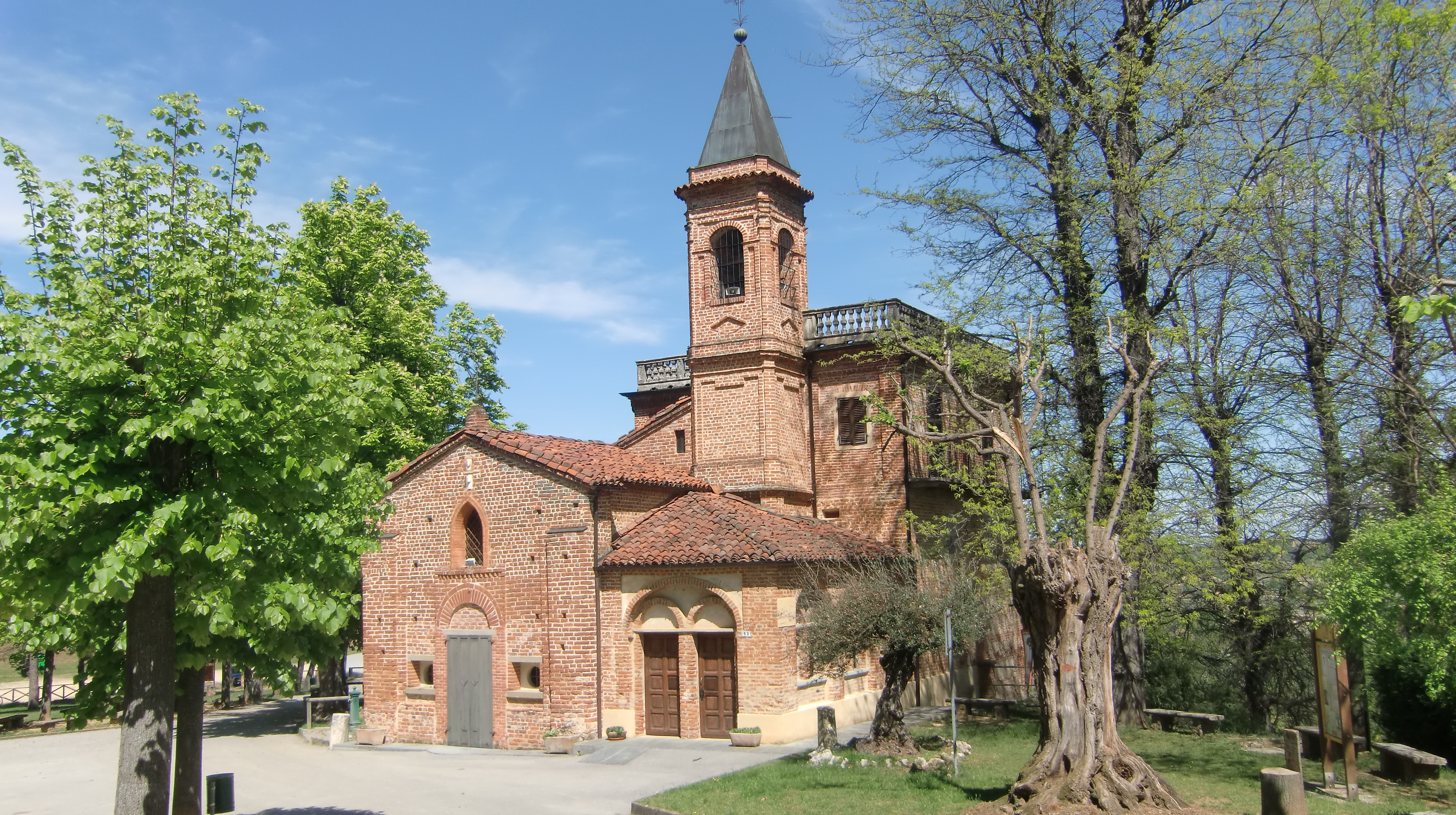
Santuario dei Piloni

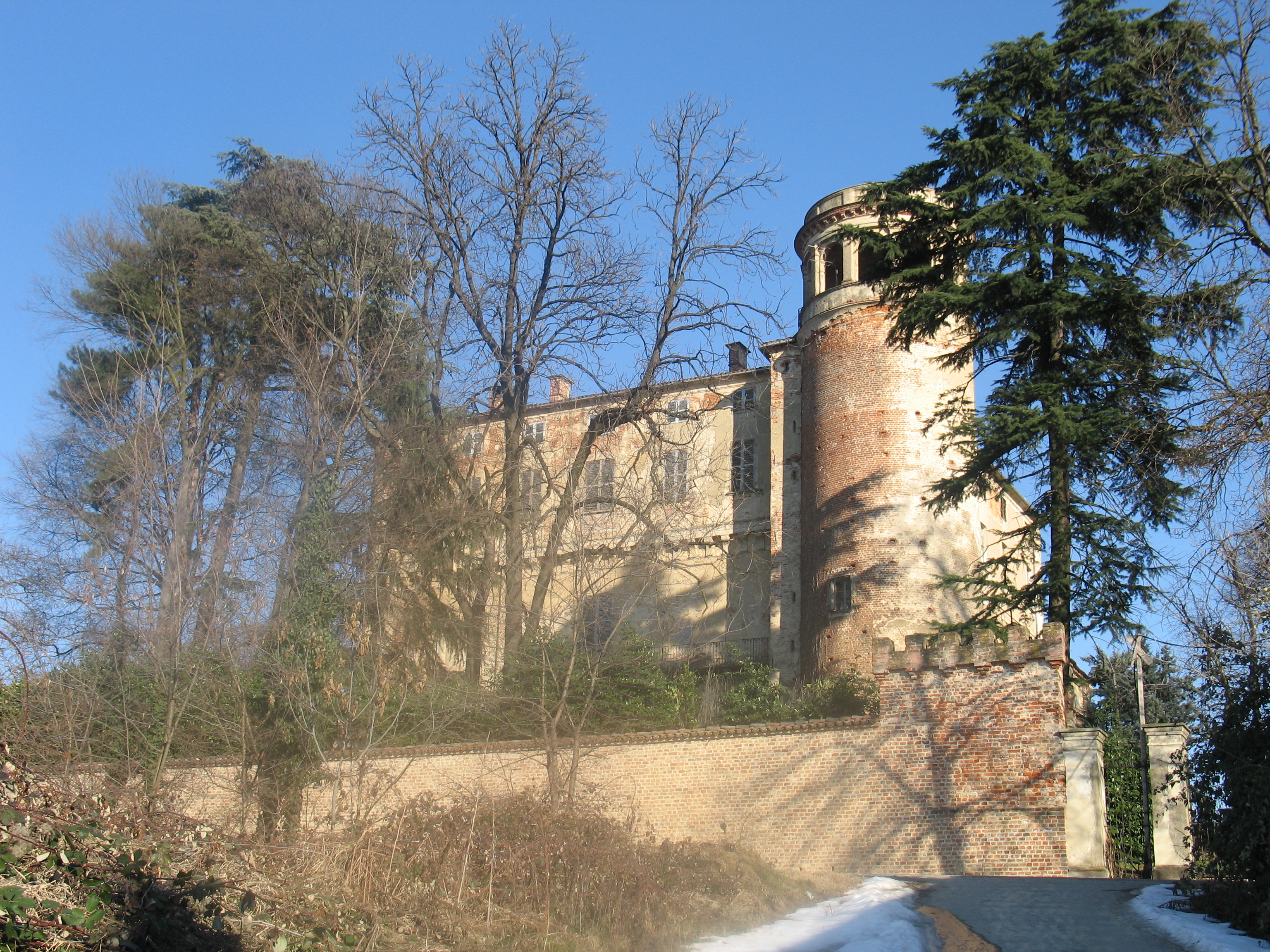
Das Schloss von Montà

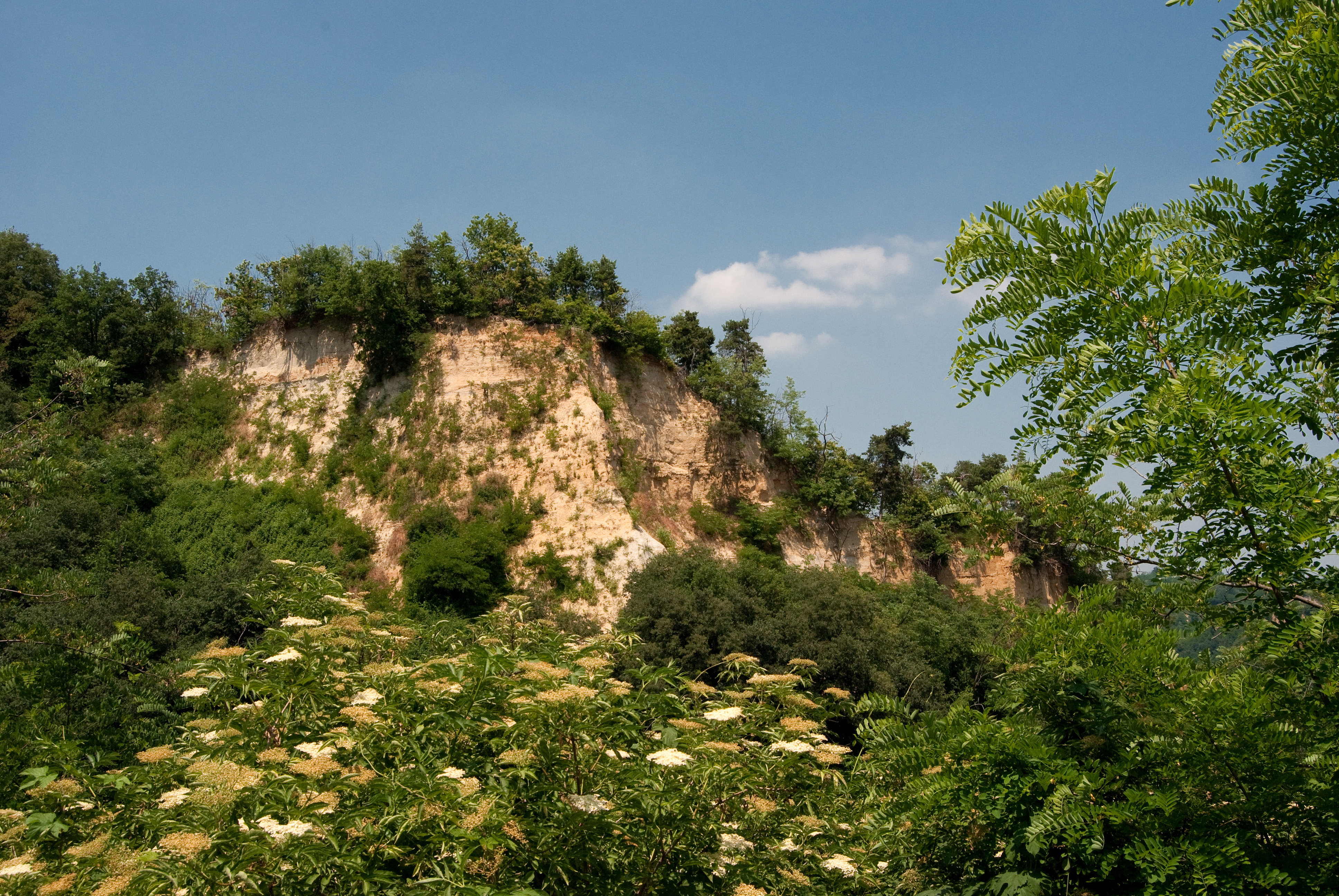
Rocche del Roero

Der Ortsname ähnelt dem Verb „aufsteigen“ und spielt auf den Anstieg an, an dessen Ende sich die Siedlung befindet. Die mittelalterliche Dokumentation berichtet von „La Monta“ neben „Montata Fangi“, wobei letzterer Name wohl die Existenz einer abwechslungsreichen Routenalternative zur älteren, besonders schwierigen römischen Route unterstreicht. 
Obwohl die Ursprünge der Siedlung, wie einige Funde belegen, sehr alt sind, reichen historische Informationen über ihre ersten Ereignisse nur bis ins Jahr 1000 zurück, als sie unter der Herrschaft des Bischofs von Asti stand. Es wurde 1363 an den Roero-Zweig von Asti verkauft, der es wiederum an die Malabaila verkaufte, anschließend gelangte es durch Heirat an die Isnardi von Sanfrè, danach an die San Martino von Parella, an die Wilcardel de Fleury und schließlich an die Falletti von Barolo.
Am 7. Juli 1691 erreichten etwa fünftausend Soldaten des französischen Generals Catinat das Dorf und als Vergeltung plünderten sie alle Häuser und steckten sie in Brand. Dieses Ereignisses wird während des Stadtfestes im September gedacht, das jedes Jahr im Dorf stattfindet.

## Sehenswürdigkeiten
- Die antike Kirche Sant'Antonio mit drei Schiffen
- Das Heiligtum der Piloni (Santuario dei Piloni), in dessen Fassade zwei skulptierte Gesichter eingelassen sind, die möglicherweise die Göttin Diana darstellen.
- Das Schloss liegt im höchsten Teil der Stadt. Es wurde 1263 von der Familie Roero erbaut und von den Isnardi komplett umgebaut. 1544 wurde die Burg von den Vasto-Truppen geplündert und 1691 von 5000 Franzosen, die einen Teil davon in Brand steckten. Das Schloss hat einen eigenen Turm, im Inneren gibt es noch Fresken und Gefängnisse. Heute ist das Schloss in Privatbesitz.

## Kulinarische Spezialitäten
Montà gilt als das Tor zum Roero, der als Weinbauregion des gleichnamigen Wein bekannt ist. Angebaut werden die Rebsorten Arneis und Nebbiolo. 
Bekannt ist Montà auch für die Weiße Albatrüffel, die dort mit Hilfe von Trüffelhunden gefunden werden. Der Rocche-Trüffel gilt als einer der besten, den es gibt. Er duftet stärker als der auf dem Feld vorkommende Trüffel und nimmt dank der Mergelbeschaffenheit des Bodens runde und regelmäßige Formen an, eine Eigenschaft, die besonders in der Küche geschätzt wird. Auch gibt es hier den 5,4 km langen Trüffelweg (Sentiero del Tartufo) mit interessanten Hintergrundinformationen über diese Spezialität und das Dal Trifulè, ein Geschäft, das sich ganz der Welt der Trüffel widmet.